# Староніколаєвка
Старонікола́євка (рос. Старониколаевка, башк. Иҫке Николаевка) — присілок у складі Федоровського району Башкортостану, Росія. Входить до складу Покровської сільської ради.
Населення — 51 особа (2010; 71 в 2002).
Національний склад:
- росіяни — 99%